# Escondida
Pour la mine Chilienne, voir Mine d'Escondida.
L’île Escondida (l’île cachée), est une île fictive de bande dessinée créée par Hugo Pratt.

## L'île dans l'univers d'Hugo Pratt
Cette île sert de théâtre à La Ballade de la mer salée, premier volume des aventures de Corto Maltese. C’est dans cette île, que le « Moine » dirige une organisation de pirates pour laquelle travaillent les capitaines Corto Maltese et Raspoutine, au cours de l'année 1913.
Dans le récit, elle est située à 169° de longitude Ouest et 19° de latitude Sud (soit la localisation de Tanna, île volcanique du Sud du Vanuatu) mais son modèle est selon Pratt Abaiang (1°N 172°E), l’un des 16 atolls des Îles Gilbert, archipel le plus occidental de la république des Kiribati, qui était à l'époque du récit (1913-1915) comme à celle de sa création (1967) une colonie britannique. La carte maritime d'Abaiang, renommée Escondida, figure d'ailleurs dans l'ouvrage, avant le début du récit.
Rinald Groovesnore, officier de la marine australienne, explique qu'il a tenté de connaître son vrai nom, mais les insulaires lui répondent que l'île est "tabou". Selon des marins d'un contre-torpilleur japonais, elle figure sur une vieille carte sous le nom de "Raro-Raro".

## L'île dans d'autres œuvres
L'île Escondida apparaît également dans L’Île du démon rouge, quatrième tome de la série La Jeunesse de Barbe-Rouge, écrit par Christian Perrissin, et dessinée par Daniel Redondo, publié en 1999 chez Dargaud. Le pirate Barbe-Rouge, capitaine du « Pélican », part à la recherche de la précieuse cargaison d’un galion échoué sur ses récifs.
Umberto Eco, dans son roman L'Île du jour d'avant, évoque la recherche de L'île Escondida par un de ses personnages nommé le chevalier de Malte.